# Santa María de los Ángeles
Santa María de los Ángeles è un comune del Messico, situato nello stato di Jalisco.